# Laurie Lane
Laurie Lane, née à Berlin le 13 juillet 1914 et morte à Los Angeles le 14 février 1964 est une actrice allemande. Elle a joué dans quelques films allemands avant d'apparaître dans une dizaine de films américains. Son rôle majeur est celui d'une femme de chambre amoureuse dans L'Aveu (1944).

## Filmographie sélective
- 1937 : Rosalie de W. S. Van Dyke
- 1943 : Hitler's Madman de Douglas Sirk
- 1944 : L'Aveu (Summer Storm) de Douglas Sirk